# Háy László
Háy László (Jászberény, 1891. augusztus 31. – Budapest, 1975. január 27.) közgazdász, orvos, politikus, miniszter, egyetemi tanár, az MTA tagja. Testvére Háy Mihály (1895–1944) újságíró, az illegális magyarországi kommunista mozgalom mártírja.

## Családja
Háy Gyula kereskedő és Ehrlich Johanna gyermekeként született. Felesége Grün Adél volt, Grün Manó és Glasner Sarolta lánya. Sógora Varga Jenő (1879–1964) pénzügyi népbiztos, közgazdász.

## Tanulmányai
1909-ben Jászberényben érettségizett. 1914 decemberében a Budapesti Magyar Királyi Tudományegyetem orvoskarán orvosi oklevelet szerzett. Közgazdasági egyetemet nem végzett, 1938-ban Moszkvában alapdiploma híján is közgazdász kandidátussá avatták, hogy lehessen azután külkereskedelmi miniszter, MNB elnök, majd közgazdasági egyetemi rektor és Magyar Tudományos Akadémiai tag a kommunisták vezette Magyarországon.

## Életútja
1909-ben szülővárosában belépett a Magyarországi Szociáldemokrata Pártba, majd Budapesten részt vett a Galilei Körhöz köthető egyetemi diákmozgalomban. Az első világháború idején katonaorvosként teljesített szolgálatot. 1919 januárjától a Budapesti Tudományegyetem I. számú Belklinikáján kezdett dolgozni, majd nem sokkal később tagja lett a Kommunisták Magyarországi Pártjának. A Tanácsköztársaság alatt a vörösterror oldalán vállalt szerepet az Orvos Szakszervezet Direktóriumának tagjaként. Kun Béláék bukása után Háyt kizárták az egyetemi munkából, eltiltották az orvosi hivatás gyakorlásától.
Ezután, az orvos hivatást egy életre elfelejtve, Kassán, már vörös mozgalmárként szerkesztette a Kassai Munkás című szociáldemokrata lapot, majd kénytelen onnan is továbbmenekülni Bécsbe, később Csehszlovákiába. 1922-től Berlinben, a Németország Kommunista Pártjában, majd 1934-től Moszkvában, a Külkereskedelmi Intézetben dolgozott. 1944–1945-ben a moszkvai Kossuth Rádió szerkesztőjeként dolgozott.
1945 szeptemberében tért vissza Magyarországra. A következő év áprilisáig a Magyar–Szovjet Külforgalmi Rt. alkalmazta. 1946–48-ban a Magyar Nemzeti Bank (MNB) igazgatója, majd vezérigazgatója volt. 1948-tól a Külkereskedelmi Minisztériumban vezető állásokat töltött be, majd 1954-től két évig külkereskedelmi miniszterként működött. 1956 áprilisától november végéig ismét a Magyar Nemzeti Bank elnöke volt.  1956-tól másodállásban a Marx Károly Közgazdaságtudományi Egyetem Politikai Gazdaságtan Tanszékének docenseként, 1957 szeptemberétől főállásban tanszékvezető egyetemi tanáraként, valamint 1963-ig az intézmény rektoraként dolgozott.
1959 decemberétől haláláig tagja volt az MSZMP Központi Bizottságának.
A Fiumei úti sírkert Munkásmozgalmi Panteonjában nyugszik.

## Főbb művei
- A nemzetközi monopoltőke; Szikra, Bp., 1949 (A Magyar Dolgozók Pártja politikai akadémiája)
- A gazdasági válság fejlődése a tőkés országokban; Szikra, Bp., 1950 (A Magyar Dolgozók Pártja politikai akadémiája)
- A szocialista bel- és külkereskedelem; Szikra, Bp., 1950 (A Magyar Dolgozók Pártja pártfőiskolájának előadásai)
- A Marshall-terv hatása Nyugat-Európára; Szikra, Bp., 1952 (A Magyar Dolgozók Pártja politikai akadémiája)
- Az újratermelési ciklus alakulása a második világháború után (Budapest, 1959)
- A hidegháború gazdasági formái (Budapest, 1964)
- A világkapitalizmus válsága (Budapest, 1966)
- A megváltozott világgazdaság (Budapest, 1970)

## Díjai, elismerései
- Magyar Népköztársasági Érdemrend (III. fokozata, 1950 és 1951)
- Magyar Munka Érdemrend arany fokozata (1951)
- Munka Érdemrend (1958)
- Munka Érdemrend arany fokozata (1965)
- Munka Vörös Zászló Érdemrendje (1961, 1968)
- Szocialista Hazáért Érdemrend (1967)
- Felszabadulási Jubileumi Érdemrend (1970)
- Állami Díj (1970)
- MKKE diszdoktora (1973)

## Fordítás
- Ez a szócikk részben vagy egészben  a   László Háy című angol Wikipédia-szócikk ezen változatának fordításán alapul.  Az eredeti cikk szerkesztőit annak laptörténete sorolja fel. Ez a jelzés csupán a megfogalmazás eredetét és a szerzői jogokat jelzi, nem szolgál a cikkben szereplő információk forrásmegjelöléseként.